# العارية
العارِيَّة لغة اسم لما يُعار، وفي فروع الفقه الإسلامي هي معاملة ومعناها الشرعي: «عقد يقتضي إباحة الانتفاع بما يحلُّ الانتفاع به مع بقاء عينه». فهي عقد جائز بين عاقدين هما: المُعِير والمُستَعِير. والمُعير هو مالك العين يبيح للمُستعير منه منفعة العين المُستعارة، على وجه التبرُّع، أي: بغير مقابل، والذي يتبرَّع به المُعير هو المنفعة، بمعنى: الانتفاع فقط، أما العينُ المنتفَع بها فهي باقية تحت يد المُعير، ولا تدخل في تعريف العارِيَّة، والذي يُباح للمُستعير بموجب عقد العارِيَّة هو المنفعة الحاصلة من العين. وهي أمانة ولا تكون إلا فيما يُنتفَع به مع بقاء عينه.

## تعريف العارِيَّة

### لغة:
هي مأخوذة من التعاوُر، وهو: التداول والتناوب مع الردِّ، والاستعارة هي طلبُ الإعارة، وقد أَعارَهُ الشيءَ وأَعارَه منهُ وعاوَرَه إيّاهُ، والمُعاوَرةُ والتَّعاوُر: شِبهُ المُداوَلَة، والتَّداوُلُ في الشيءِ يكون بينَ اثنين، والعارِيَّة منسوبةٌ إِلى العارةِ، وهو اسمٌ من الإِعارة.

### شرعًا:
هي: تمليكُ منفعةٍ بلا بدَل، وقيل: هو الماعونُ في قوله تعالى: {وَيَمْنَعُونَ المَاعُونَ} [الماعون:٧]، وقيل: تمليكُ المنافع بغير عِوَض وقيل: إباحةُ المنفعة بلا عِوَض.

## حكم العارِيَّة
العارِيَّة عقدٌ جائز، أي: أنه يجوز لأحد العاقدين فسخه متى شاء، وليست عقدًا لازمًا. وهي مستحبَّة شرعًا؛ لما فيها من قضاء حاجة المسلم، وقد ندَبَ الشرعُ إليها في القرآن والسنَّة وأجمع عليه العلماء.

### أولًا: مشروعيتها في القرآن
```
قال تعالى: 
﴿
وتعاونوا على البر والتقوى
﴾
.
```

### ثانيًا: مشروعيتها في السنَّة
```
حديث النبيِّ صلى الله عليه وسلم : "مَن ستَرَ أخاه المسلمَ ستَرَه اللهُ في الدُّنيا والآخرة، ومَن فرَّج عن مسلمٍ كُربةً فرَّج اللهُ عنه كُربةً مِن كُرَبِ يومِ القيامة، واللهُ في عونِ العبدِ ما كان العبدُ في عونِ أخيه".
[
10
]
[
11
]
```

### ثالثًا: الإجماع
أجمع المسلمون على مشروعيتها على أنها داخلة في قوله تعالى: {وتعاونوا على البِرِّ التقوى ولا تعاونوا على الإثم والعُدوان}، إذ لا شكَّ أن سدَّ حاجات الناس والإحسان إليهم من أنواع البرِّ التي توثق بها الصِّلات، وتنمو بها الألفة، وذلك ممدوح في الشريعة الإسلامية كل المدح.

## أركان العارِيَّة
1. عاقدان هما: المُعير والمُستعير.
2. مُستَعار ويشترط أن يكون مما يمكن الانتفاعُ به مع بقاء عينه، مثل: الكتب والدُّور وسائر الأعيان التي يحصل الانتفاعُ بها مع بقاء عينها، أما ما يُستهلَك بالانتفاع وينتهي مثل: الأطعمة والطِّيب ونحو ذلك مما ينتهي بحصول الانتفاع به؛ فلا يكون عارِيَّة، بل هو من قَبيل الهِبة الحاصلة بالإذن وإباحة الأخذ، مثل أن يعيرَه القلم ويبيح له مداه، أو يأذن له في أكل أو شرب، ويُباح له من ذلك بحسَب الإذن.
3. صيغة العَقد: وهي ما يحصُل به إباحةُ المنفعة، فتصح بقوله: أعرتكَ هذا الكتاب، وأطعمتك هذه الأرض لتأكلَ من ريعها، ومنحتكَ لبس هذا الثوب، وحملتك على هذه الدابة، إذا لم يُرد بها الهبة، وداري لك سُكنى أو سُكنى عمُري.[1][14][15]

ولكل ركن من الأركان شروط:
أولها: المُعير، وله أربعة شروط:
1. أن يكون بالغًا، فلا تصحُّ العارِيَّة من الصبي.
2. أن يكون عاقلًا، فلا تصح من مجنون.
3. أن يكون غيرَ محجور عليه لسَفَه.
4. أن يكون مالكًا للمنفعة التي يريد إعارتها.[14][15]

ثانيًا: المُستعير، وله شرطان:
1. تعيينه؛ فلا تصحُّ الإعارة لمجهول، فإذا فرش لمن يجلس عليه لم يكن عارِيَّة، بل يكون مجرَّد إباحة. وكذا إذا قال لزيد وعمرو: أعرتُ أحدَكما فرسي ولم يعيِّن زيدًا أو عمرًا.
2. أن يكون مُطلقَ التصرُّف.[16][17]

ثالثًا: المُعار، وله ثلاثة شروط:
1. الانتفاع به حالًا أو مآلًا.
2. أن يكون مُباحًا؛ فلا تصحُّ إعارة ما يحرُم الانتفاع به.
3. أن يُنتفَع به مع بقاء عينه.[14][18]

رابعًا: الصيغة، ويشترط فيها:
1. أن تكون لفظًا يُشعِر بالإذن في الانتفاع، سواءٌ كان اللفظ صادرًا من المُستعير أو من المُعير.
2. أما الشخصُ الآخَر فلا يُشترَط لفظه، بل يكفي فعلُه، كما لا يشترط الفورُ بل لو قال له: أعرتك دابتي، ولم يردَّ عليه فورًا، فإن الإعارة تصح.
3. يقوم مقامَ اللفظ الصريح الكنايةُ مع النية، وكذا إشارةُ الأخرس المُفهِمة.[14][19]